# كاسبر فان أوفريم
كاسبر فان أوفريم (1893-1927) (بالإنجليزية: Casper van Overeem)‏ هو عالم نبات وعالم فطريات هولندي.